# Casper van Uden
Casper van Uden (Schiedam, 22 de julho de 2001) é um ciclista neerlandês que corre para a equipa Team DSM.

## Palmarés
- 2021
  - 2 etapas da Corrida da Solidariedade e dos Campeões Olímpicos
  - Ronde van de Achterhoek

- 2022
  - 2 etapas do Volta à Normandia
  - 1 etapa do Tour de Bretanha
  - 1 etapa do Tour de l'Avenir

## Equipas
- Development Team DSM (2020-31.07.2022)
- Team DSM (08.2022-)